# Mel Perry
F. Melbourne Perry, detto Mel (1935 – 12 maggio 2010), è stato un giocatore di curling canadese.

## Biografia
Vinse un'edizione dei campionati mondiali di curling nel 1963, edizione disputata a Perth Scozia con Arnold Richardson, Garnet Richardson e Ernie Richardson.